# Cargo (album)
| Recensione | Giudizio |
| ---------- | -------- |
| AllMusic   |          |

Cargo è il secondo album in studio del gruppo musicale australiano Men at Work, pubblicato il 29 aprile 1983.

## Descrizione
L'album era pronto per l'estate del 1982, ma la sua uscita è stata posticipata di vari mesi a causa del duraturo successo di Business as Usual. Cargo è apparso sul mercato quando ancora il suo predecessore stazionava nelle parti alte delle classifiche. Pur non ottenendo un successo paragonabile, arriva primo in Australia, secondo in Nuova Zelanda, terzo in Canada e Stati Uniti, quarto in Norvegia, settimo in Germania, ottavo in Svezia e Regno Unito e undicesimo in Olanda e Italia. È l'ultimo album registrato con la formazione completa dei Men at Work.

## Tracce
1. Dr. Heckyll & Mr. Jive – 4:45 (Colin Hay)
2. Overkill – 3:49 (Hay)
3. Settle Down My Boy – 4:09 (Ron Strykert)
4. Upstairs in My House – 4:06 (Hay, Strykert)
5. No Sign of Yesterday – 6:33 (Hay)
6. It's a Mistake – 4:46 (Hay)
7. High Wire – 3:03 (Hay)
8. Blue for You – 3:55 (Hay)
9. I Like To – 4:03 (Strykert)
10. No Restrictions – 4:35 (Hay)

### Tracce bonus edizione rimasterizzata (2003)
1. Shintaro – 2:52 (Strykert)
2. Till The Money Runs Out – 3:06 (Hay, Strykert, Greg Ham, Jerry Speiser, John Rees)
3. Upstairs at My House (Live) – 3:13 (Hay, Strykert)
4. Fallin' Down (Live) – 7:56 (Speiser, Rees)
5. The Longest Night (Live) – 4:04 (Ham)

- Le tracce dal vivo sono state registrate presso il Merriweather Post Pavilion in Columbia (13 e 14) e Berkeley (15) nel 1983.

## Formazione
- Colin Hay – voce, chitarra
- Greg Ham – flauto, tastiera, sassofono, armonica a bocca, voce (traccia 9)
- Ron Strykert – chitarra, voce (traccia 3)
- John Rees – basso
- Jerry Speiser – batteria

## Classifiche
| Classifica (1983) | Posizione massima |
| ----------------- | ----------------- |
| Australia         | 1                 |
| Canada            | 3                 |
| Germania          | 7                 |
| Italia            | 11                |
| Norvegia          | 4                 |
| Nuova Zelanda     | 2                 |
| Paesi Bassi       | 11                |
| Regno Unito       | 8                 |
| Stati Uniti       | 3                 |
| Svezia            | 8                 |
| Svizzera          | 18                |